# Żydówek
Żydówek – wieś w Polsce, położona w województwie świętokrzyskim, w powiecie pińczowskim, w gminie Kije.
W latach 1975–1998 miejscowość administracyjnie należała do województwa kieleckiego.

## Części wsi
| SIMC    | Nazwa     | Rodzaj     |
| ------- | --------- | ---------- |
| 0243346 | Oględówek | przysiółek |
| 0243352 | Żydów     | przysiółek |

## Zabytki
- pozostałości parku podworskiego